# Legio X Fretensis
Legio X Fretensis – jeden z legionów rzymskich.

## Dzieje legionu
Legio X Fretensis został sformowany przez Oktawiana, przypuszczalnie na Sycylii (stąd Fretensis – „znad cieśniny [Mesyńskiej]”) .
Wiadomo, że za panowania Oktawiana Augusta i Tyberiusza Legio X Fretensis (lub przynajmniej jego część) stacjonował w Cyrrhus w Syrii  . W 58/59 roku uczestniczył w kampanii Korbulona przeciw Partom  , a od 67 w stłumieniu powstania w Judei . Po stłumieniu powstania w Judei legion X stacjonował w obozie pod Jerozolimą  .
Legatem tego legionu był przez pewien czas późniejszy cesarz Trajan , za którego panowania X legion wziął udział w kampanii partyjskiej . Za rządów Hadriana legion tłumił powstanie Bar-Kochby  . W III wieku przeniesiony do Akaby (w Transjordanii) .
Ostatni raz wzmiankowany w Notitia dignitatum, około 395 roku pozostawał w Akabie .